# Anna Freud
Anna Freud (ur. 3 grudnia 1895 w Wiedniu, zm. 9 października 1982 w Londynie) – najmłodsza córka Sigmunda i Marthy Freudów, austriacko-brytyjska terapeutka dziecięca. Członkini Wiedeńskiego Instytutu Psychoanalizy od roku 1922 i jego dyrektorka w latach 1925–1938, od 1959 r. honorowa członkini Amerykańskiej Akademii Sztuki i Nauki.
Rozwijała teorię psychoanalityczną swego ojca, koncentrując się na psychologii ego i mechanizmach obronnych osobowości. Wniosła twórczy wkład w teorię relacji z obiektem poprzez dyskusję nad rozwojem dziecka z Margaret Mahler.